# Луций Порций Катон
Луций Порций Катон (лат. Lucius Porcius Cato, умер в 89 до н. э.) — римский политический деятель и военачальник из плебейского рода Порциев, консул 89 года до н. э. Командовал армией во время Союзнической войны, погиб в сражении с марсами. По одной из версий, его убил Гай Марий Младший.

## Происхождение
Луций Порций принадлежал к незнатному плебейскому роду, происходившему из Тускулума, что в Лации. Номен Porcius античные авторы связывают с латинским словом porcus — «свинья», из-за чего предполагается, что первые представители этого рода занимались свиноводством. Во второй половине III века до н. э. Порции начали занимать курульные магистратуры в Риме; первым консулом из этой семьи стал Марк Порций Катон, впоследствии прозванный Цензорием.
Будучи уже в очень преклонном возрасте, Катон женился на Салонии — дочери своего вольноотпущенника, который прежде был младшим писцом. В этом браке родился Марк Порций Катон Салониан, достигший должности претора и ставший отцом Луция Порция Катона. У Луция был брат, Марк Порций Катон Салониан Младший, зять Марка Ливия Друза и отец Марка Порция Катона Утического. Кроме того, существовала старшая ветвь рода, Катоны Лицинианы (потомки Катона Цензория от первой жены, Лицинии); к ней принадлежали Марк и Гай, консулы 118 и 114 годов до н. э. соответственно, двоюродные братья Луция.

## Биография
Первые упоминания о Луции Порции могут относиться к 100 году до н. э. В это время в Риме обострились внутренние распри: сенаторское сословие и всадничество объединились против политика-популяра Луция Аппулея Сатурнина, который в результате был убит в первый день своего третьего трибуната (10 декабря 100 года). Вскоре после этого, по данным Орозия, некие Катон и Помпей предложили законопроект о возвращении из изгнания Квинта Цецилия Метелла Нумидийского — влиятельного нобиля, который возглавлял борьбу с Сатурнином и из-за этого был вынужден оставить Рим. Автор «Истории против язычников» не называет полные имена авторов этой инициативы. Исследователи уверены, что Помпей — это Квинт Помпей Руф, а относительно Катона мнения расходятся. Р. Броутон полагает, что Орозий имеет в виду Марка, а Ф. Мюнцер склоняется в сторону Луция. Инициатива двух трибунов встретила всеобщее сочувствие и получила поддержку со стороны ряда представителей нобилитета, но не стала законом из-за активного противодействия ещё одного трибуна, Публия Фурия. За последним, по данным Плутарха и Орозия, стоял Гай Марий, старый враг Метеллов.
Учитывая дату консулата и требования Закона Виллия, установившего минимальные временные промежутки между магистратурами, Луций Порций должен был не позже 92 года до н. э. занимать должность претора. Правда, ряд источников называет его претором в связи с событиями 90 года, то есть накануне консулата, но исследователи исключают этот вариант: Катон не смог бы участвовать в консульских выборах, будучи действующим магистратом.
В конце 91 года до н. э. Италию охватило восстание союзников против Рима. В 90 году Луций Порций действовал против повстанцев в Этрурии (предположительно с полномочиями пропретора): по словам Орозия, ему удалось замирить этот регион «ценой большой крови и огромного напряжения сил». Затем он был избран консулом на следующий год совместно с Гнеем Помпеем Страбоном и получил командование на южном стратегическом направлении. Но уже в начале консульского года Катон потерпел поражение от марсов в битве у Фуцинского озера и погиб. По словам одного из рассказавших об этом античных авторов, Орозия, консул пал от руки служившего в его штабе Гая Мария-младшего:

Консул Порций Катон после того как, имея под своим началом войска Мария, довольно успешно провёл ряд сражений, начал восславлять себя: Г. Марий-де не совершал большего; и в результате этого во время боя у Фуцинского озера с марсами он был убит среди общей сумятицы сыном Мария, будто бы кем-то неизвестным.
— Павел Орозий. История против язычников, V, 18, 24.
В историографии существует предположение, что это вымышленная история, взятая Орозием из крайне тенденциозного источника — воспоминаний Луция Корнелия Суллы, заклятого врага обоих Мариев.